# Ron Jeremy
Ron Jeremy, geboren als Ronald Jeremy Hyatt (Flushing, 12 maart 1953), is een Amerikaanse voormalig pornoacteur en pornofilmregisseur van Joodse komaf.
Toen hij de porno-industrie inging, kortte hij zijn naam op verzoek van zijn vader af. Jeremy wordt aangeduid als 'de clownprins van de porno' vanwege zijn grappige gevoeligheid. Ook wordt hij wel the Hedgehog (de egel) genoemd, vanwege zijn behaarde rug waarvan de haren overeind gingen staan als hij zijn rug kromde.
Jeremy staat bekend om zijn 25 cm lange penis. In 2003 zei hij in een interview in het tijdschrift Hustler dat hij niet meer in staat was tot autofellatio omdat hij te dik was geworden.

## Levensloop
Jeremy volgde middelbaar onderwijs in de New Yorkse wijk Bayside. Hij behaalde een Bachelor of Arts in theaterwetenschappen en acteerde voordat hij zijn Master haalde bij Queens College. Later werkte hij als docent in het speciaal onderwijs.
Nadat zijn toenmalige vriendin een naaktfoto van hem aan Playgirl had gestuurd, besloot hij in de pornografie te gaan werken. Tijdens dit "gouden tijdperk" van de porno (1975 tot 1983) was het, zeker in de Verenigde Staten, illegaal om pornofilms te maken. Ze werden desondanks toch veel gemaakt en aan bioscopen geleverd, dus niet, zoals later, direct aan particulieren verkocht.
Na zijn vertrek uit New York naar Californië en vervolgens naar Israël werd Jeremy tweemaal gearresteerd. Hij werd veroordeeld tot een lange gevangenisstraf. Zijn straf werd echter ingekort in 1988 als gevolg van een juridische uitspraak in de zaak-Californië versus Freeman.
Jeremy heeft sinds 1979 tot 2020 in meer dan 2200 films gespeeld. Hij staat als persoon met de meeste rollen in pornofilms in het Guinness Book of Records. Hij blinkt uit door zijn vaardigheden in cunnilingus en zijn nauwkeurige ejaculaties. Zijn uithoudingsvermogen is ook zeer groot.
In 2001 werd er een documentaire over hem gemaakt, getiteld Porn Star: The Legend of Ron Jeremy.
Jeremy beweerde in 2008 dat hij met drie- à vierduizend vrouwen seks had gehad. Volgens hem is elke vrouw mooi, onafhankelijk van haar leeftijd, ras, kleur, geloof of omvang.
Jeremy kreeg overgewicht, maar dacht dat hij meer werk zou krijgen omdat hij aan de zware kant is. Daarom weigerde hij oorspronkelijk iets aan zijn lijn te doen. In 2013 werd hij opgenomen in het ziekenhuis met hartproblemen. Hij had last van een bloedvatverwijding maar mocht enkele weken later weer naar huis. In 2015 begon hij toch met afvallen, na een aortadissectie waar hij bijna door overleed.
In juni 2020 en de periode daarna werd Jeremy door in totaal 21 vrouwen beschuldigd van seksueel misbruik en verkrachting, bij 34 incidenten. Het misbruik zou hebben plaatsgevonden tussen 2004 en januari 2020. Het jongste vermeende slachtoffer was op het moment van de aanranding 15 jaar oud. Vanaf juni 2020 zat Jeremy in de cel. Jeremy zelf verklaarde onschuldig te zijn. In januari 2023 werd besloten de verkrachtingszaak te stoppen omdat Jeremy bleek te lijden aan een neurocognitieve stoornis, met als gevolg ernstige dementie.

## Onderscheidingen
- 1983, 1984: AFAA Award - Best Supporting Actor
- 1986: AVN Award - Best Supporting Actor-Film
- 1991: AVN Award - Best Supporting Actor-Video
- 2006: F.A.M.E. Award - Favorite Male Star
- 2009: Free Speech Coalition - Positive Image Award
- AVN Hall of Fame
- XRCO Hall of Fame

- Biblioteca Nacional de España: XX1414251
- Bibliothèque nationale de France: cb13977436c (data)
- Gemeinsame Normdatei: 133316130
- International Standard Name Identifier: 0000 0001 1652 136X
- Library of Congress Control Number: n2006041670
- MusicBrainz: f9390a4b-8775-4682-bad9-62f5c7305511
- Nederlandse Thesaurus van Auteursnamen: 303804041
- SNAC: w64r167n
- Virtual International Authority File: 59277634
- WorldCat: E39PBJfx9FgvJqV78HKfctmrv3